# نواة مبعدة
النواة المُبعدة هي النواة التي يخرج منها العصب المبعد وهي بذلك تعتبر أحد نوى الأعصاب القحفية، وتقع هذه نواة تحت البطين الرابع في الجزء الذنبي للجسر، وعلى الجانب الإنسي للتلم المحدد.
تشكل كل من النواة المبعدة وركبة العصب الوجهي الغائرة ما يعرف باسم أُكيمة العصب الوجهي، والتي تأخذ شكل سنام يقع على الطرف الذيلي للبارزة الإنسية لأرضية البطين الرابع.

## التركيب
يوجد نوعان رئيسيان من الخلايا العصبية في النواة المبعدة:
الخلايا العصبية الحركية والتي تتسبب في انقباض العضلة المستقيمة الجانبية (من خلال العصب المبعد)، ويؤدي هذا الإنقباض بدوره يحرك العين نحو الخارج (الابعاد).
الخلايا العصبية البينية: وتحول الإشارات النواة المبعدة إلى النواة المحركة للعين في الجانب المقابل، حيث تتسبب الخلايا العصبية الحركية التابعة لها في انقباض العضلة المستقيمة الإنسية في الجانب الآخر متسببة في حركة العين للداخل (أي تصدر أشارات حركية مخالفة لإشارات النواة المبعدة وبالتالي تتحرك كلتا العينان معا، إحداهما للخارج والأخرى للداخل وبالتالي يحافظ العقل على الرؤية الثنائية)

## الأهمية السريرية
يؤدي تلف العصب المبعد إلى شلل العضلة المستقيمة الجانبية، وبالتالي فقدان القدرة على تحريك العين المصابة نحو الخارج.
من ناحية أخرى فإن تلف النواة المبعدة يؤدي إلى شلل مختلف يتمثل في فقدان القدرة على تحريك العينين معًا في نحو الناحية التي توجد بها الآفة، ويرجع ذلك إلى أن تلف النواة المبعدة يصاحبه تلف في كل من الخلايا العصبية الحركية والبينية التي تغذي العضلة المستقيمة الانسية. بعبارة أخرى لا يمكن للمريض أن يحرك كلتا العينين بشكل متزامن كما يحدث في الشخص السليم

## روابط خارجية
- Neuro/frames/nlBSs/nl27fr.htm في موقع (MedEd) التابع لجامعة لويولا.
- النموذج (ابحث عن "GSE")
- صور لشريحة دماغية مصبوغة تُشمل "Abducens nucleus" على مشروع برين مابز [الإنجليزية]‏
- بحث NIF - Abducens Nucleus عبر إطار معلومات علم الأعصاب